# Klubi Futbollistik Malisheva
Il Klubi Futbollistik Malisheva, noto semplicemente come Malisheva, è una società calcistica di Malishevë, in Kosovo. Milita nella Superliga kosovara, massima divisione nazionale.

## Storia
Il club viene fondato nel 2016 con lo scopo di far crescere giovani talenti e grazie all'enorme interesse dei giovani locali riesce subito ad essere competitivo a livello nazionale. Raggiunse per la prima volta la Superliga kosovara nel 2021. All'esordio assoluto in massima serie il club riesce a trovare la salvezza con qualche difficoltà soltanto allo spareggio.  Tre anni più tardi dall'esordio in Superliga, nel 2024, si classifica al 4º posto in campionato accedendo per la prima volta ai turni preliminari della UEFA Conference League 2024-2025 in cui vince la prima partita 1-0 contro i montenegrini del Budućnost, ma a seguito della sconfitta esterna per 3-0 è costretta ad abbandonare la competizione al primo turno. L'anno seguente conquista un terzo posto (suo miglior piazzamento di sempre), tornando quindi per il secondo anno di fila a disputare la Conference League.

## Cronistoria
- 2016 - Fondazione del Klubi Futbollistik Malisheva
- 2016-2018 - ? in Liga e Dytë
- 2018-2019 - 1° in Liga e Dytë. Promosso in Liga e Parë.
- 2019-2020 - ? in Liga e Parë.
- 2020-2021 - 1° nel gruppo A di Liga e Parë. Promosso in Superliga.
- 2021-2022 - 8° in Superliga. Salvo dopo aver vinto lo spareggio promozione-salvezza.
- 2022-2023 - 6° in Superliga.
- 2023-2024 - 4° in Superliga.

## Palmarès

### Competizioni nazionali
- Liga e Dytë: 1

2018-2019
- Liga e Parë: 1

2020-2021

## Statistiche e record

### Partecipazioni alle competizioni UEFA per club
| Stagione  | Competizione           | Turno | Avversario | Casa | Trasferta | Somma |
| --------- | ---------------------- | ----- | ---------- | ---- | --------- | ----- |
| 2024-2025 | UEFA Conference League | 1TQ   | Budućnost  | 1-0  | 0-3       | 1-3   |